# Belenois

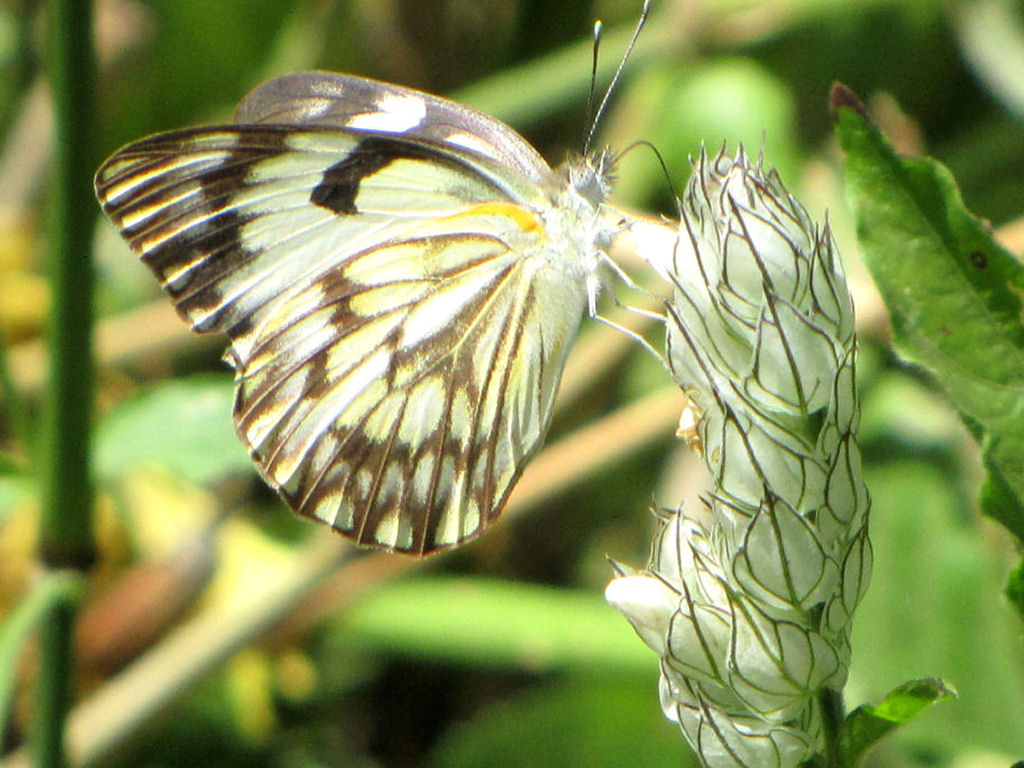
Belenois gidica, Lake Manyara National Park, Tanzania

Belenois es un género de mariposas de la familia Pieridae. Se encuentra en África y suroeste de Asia.

## Descripción
Especie tipo por monotípia Papilio calypso Drury, 1773.

## Diversidad
Existen 28 especies distribuidas entre la región afrotropical y el suroeste de Asia.

## Plantas hospederas
Las especies del género Belenois se alimentan de plantas de las familias Brassicaceae, Salvadoraceae, Anacardiaceae, Verbenaceae, Celastraceae, Rhizophoraceae y Oleaceae. Las plantas hospederas reportadas incluyen los géneros Boscia, Capparis, Cleome, Maerua, Apophyllum, Crateva, Thilachium, Cadaba, Ritchiea, Niebuhria, Salvadora, Rhus, Clerodendrum, Brassica y Sinapis.

## Especies
Subgénero Anaphaeis Hübner, 1819:
- Belenois aurota (Fabricius, 1793)
- Belenois creona (Cramer, 1776)
- Belenois gidica (Godart, 1819)

Grupo pseudohuphina:
- Belenois margaritacea Sharpe, 1891
- Belenois raffrayi (Oberthür, 1878)

Grupo Incertae sedis:
- Belenois albomaculatus (Goeze, 1779)
- Belenois aldabrensis (Holland, 1896)
- Belenois anomala (Butler, 1881)
- Belenois antsianaka (Ward, 1870)
- Belenois calypso (Drury, 1773)
- Belenois crawshayi Butler, 1894
- Belenois diminuta Butler, 1894
- Belenois grandidieri (Mabille, 1878)
- Belenois hedyle (Cramer, 1777)
- Belenois helcida (Boisduval, 1833)
- Belenois java (Linnaeus, 1768)
- Belenois larima (Boisduval, 1836)
- Belenois mabella Grose-Smith, 1891
- Belenois ogygia (Trimen, 1883)
- Belenois rubrosignata (Weymer, 1901)
- Belenois solilucis Butler, 1874
- Belenois subeida (C. & R. Felder, 1865)
- Belenois sudanensis (Talbot, 1929)
- Belenois theora (Doubleday, 1846)
- Belenois theuszi Dewitz, 1889
- Belenois thysa (Hopffer, 1855)
- Belenois victoria (Dixey, 1915)
- Belenois welwitschii Rogenhofer, 1890
- Belenois zochalia (Boisduval, 1836)